# Christopher Castile
Christopher Jon Castile (Condado de Orange, 15 de junho de 1980) é um ex-ator, ex-dublador e professor estadunidense. Conhecido por ter interpretado "Ted Newton" nos filmes Beethoven e Beethoven's 2nd, e "Mark Foster" no seriado Step by Step. Ele também foi o primeiro dublador do personagem "Eugene Horowitz", do desenho Hey Arnold!.
Após o fim de Step by Step, Christopher se retirou do meio artístico. Ele recebeu um mestrado e atualmente leciona ciências políticas na Universidade Biola e história na Downey High School, ambas na Califórnia.